# Behorot
El tractat talmúdic de Behorot (en hebreu: בכורות) es refereix al primogènit humà, o animal segons la Bíblia hebrea. El Déu Elohim va ordenar a Moisès en el llibre de l'Èxode; consagrar-li tot primogènit, ésser humà o bèstia, i consagrar-li la primera criatura de cada ventre de les dones israelites. És a partir d'aquest manament, que el judaisme forma la base de les seves moltes tradicions i rituals relacionats amb la redempció del primogènit humà i amb el sacrifici ritual dels animals.
A més de les vàries referències oposades en la Bíblia hebrea, el tractat de Behorot és considerat una part de l'ordre de Kodaixim. L'enfocament principal del tractat es relaciona amb el sacrifici ritual, o amb la matança del primogènit dels animals. Es fa una excepció per al primogènit humà mitjançant el rescat del nounat, també anomenat Pidyon Haben, en aquest ritual de redempció, el fill primogènit és redimit del sacerdoci per la tradicional summa de 5 sicles de plata.
Els ases també han de ser redimits del sacrifici, o en cas contrari han de ser sacrificats. Tanmateix, segons l'ordre de Kodaixim, tots els altres animals primogènits (el vedell, el xai o la cabra), tot esperant la inspecció sacerdotal de puresa, han de ser sacrificats a Déu, o be presentats com un regal al sacerdot cohen. En l'era del Temple de Jerusalem, els sacerdots cohanim havien d'inspeccionar als primogènits i cercar imperfeccions abans de la consagració. Aquestes imperfeccions s'enumeren tant a la Mixnà com a la Tosefta.
La Tosefta, és molt similar en la col·locació dels seus capítols respecte a la Mixnà, aquesta difereix en la seva enumeració de les imperfeccions i els seus noms. A més dels noms d'aquestes imperfeccions, la Tosefta explica els diferents escenaris que pot trobar un sacerdot cohen per determinar l'estat d'un primogènit, per exemple quan una criatura dona a llum a un animal que s'assembla a una altra espècie.
L'exegesi bíblica relacionada amb el tractat de Behorot, no es troba en el Talmud de Jerusalem, no obstant això es troba en el Talmud de Babilònia, un conjunt de llibres que ocupen un lloc important i central entre les escriptures jueves. El Talmud babilònic inclou més comentaris sobre la puresa del primogènit. A més del tema comú de la puresa ritual, el Talmud de Babilònia parla sobre els primogènits de la Tribu de Leví i sobre els sacerdots cohanim.
El fill d'una mare levita, o el fill d'una mare cohanim, queda automàticament exempt de pagar el rescat. Aquesta exempció es deu al fet que els primogènits estan destinats a servir al Déu Elohim des que neixen i, per tant, no cal el seu rescat.